# Alfred Slawik
Alfred Slawik (* 20. Oktober 1913 in Wien, Österreich-Ungarn; † 11. Mai 1973 ebenda) war ein österreichischer SS-Oberscharführer (1943) und Mitarbeiter der Zentralstelle für jüdische Auswanderung in Wien, die praktisch dem Eichmannreferat im Reichssicherheitshauptamt (RSHA) unterstellt war. Slawik war an der Deportation von Juden aus Wien, der Slowakei, Griechenland und Ungarn in die Vernichtungslager beteiligt.

## Leben
Slawik, von Beruf Selcher, war bereits vor dem Anschluss von Österreich an das  Deutsche Reich Mitglied der zu diesem Zeitpunkt in Österreich verbotenen NSDAP und SS. Ab Anfang Februar 1939 war er in der Zentralstelle für jüdische Auswanderung in Wien tätig, wo er zunächst Wach- und Telefondienst verrichtete. Ab Oktober 1939 begleitete er Deportationstransporte von Juden nach Nisko. Danach war Slawik zeitweise Aufseher in den der Zentralstelle angegliederten Wiener Umschulungslagern Doppl und Sandhof.
Ab Frühjahr 1942 war Slawik Angehöriger eines Kommandos unter Dieter Wisliceny in der Slowakei, welches die Deportation der dortigen Juden in die Vernichtungslager organisierte. Ab dem Frühjahr 1943 war Slawik in gleicher Funktion in Saloniki und ab Herbst/Winter 1943 in Athen ebenfalls unter Wisliceny Angehöriger von Deportationskommandos. Danach gehörte Slawik noch von März bis Dezember 1944 dem Sonderkommando Eichmann in Budapest an. Dort war er an der Deportation der ungarischen Juden in das KZ Auschwitz beteiligt.
Gegen Ende April 1945 gelangte Slawik gemeinsam mit Adolf Eichmann, Anton Burger, Otto Hunsche, Franz Novak und Richard Hartenberger in das Salzkammergut. Anfang Mai 1945 versteckten sie dort Kisten unbekannten Inhalts – wahrscheinlich Raubgold und andere Vermögenswerte –, und tauchten unter. Gemeinsam mit Novak und Hartenberger floh Slawik nach Braunau am Inn, wo sie inkognito als Knechte auf einem landwirtschaftlichen Gut bei Burgkirchen arbeiteten.
In Mauerkirchen wurde Slawik 1946 verhaftet und war für kurze Zeit im Anhaltelager Glasenbach inhaftiert. Durch den CIC wurde er im März 1947 an die österreichische Justiz ausgeliefert. Aufgrund von Misshandlungen und seiner Beteiligung an den Deportationen wurde Slawik am 20. September 1949 zu fünf Jahren schwerem Kerker bei Vermögensverfall verurteilt. Durch Anrechnung der seit September 1946 verbüßten Haft wurde er bereits im Mai 1950 aus dem Gefängnis entlassen. Danach war er als Magazinmeister in Wien tätig. Im Zuge des Eichmann-Prozesses erregte Slawik erneut die Aufmerksamkeit der Justiz. Aufgrund des Tatvorwurfs, gemeinsam mit Eichmann einen Mord an einem jüdischen Gefangenen in Budapest begangen zu haben, wurde Slawik im Juni 1961 in Untersuchungshaft genommen. Da die Aussagen der Zeugen widersprüchlich waren und nach Meinung der Staatsanwaltschaft wenig Aussicht auf eine Verurteilung boten, stellte sie das Verfahren ein und Slawik wurde im Februar 1962 aus der Haft entlassen. Über seinen weiteren Lebensweg ist nichts bekannt.